# Шварц, Шолом Аронович
Шо́лом Аро́нович Шварц (1929, Ленинград — 1995, Санкт-Петербург) — советский художник еврейского происхождения. Представитель Ленинградского неофициального искусства второй половины XX века.
Принадлежал к неформальному художественному объединению, сформировавшемуся в Ленинграде в конце 1940-х годов, так называемому "Арефьевскому кругу".

## Биография
Шолом Аронович Шварц родился в 1929 году в Ленинграде. Отец - инженер, мать - дочь раввина.
Рисовать начал в ранней юности в кружке художественной самодеятельности в Доме пионеров, куда его привел отец.
В начале войны был эвакуирован с интернатом в Ярославскую область. Вернулся в Ленинград в 1943 году по набору в архитектурно-ремесленное училище №9. Учился на реставратора-лепщика, и по окончании училища участвовал в реставрации пригородных дворцов. После, по совету преподавателей поступил в Среднюю художественную школу (СХШ) при Ленинградской Академии художеств (1945-1951), где и познакомился с Александром Арефьевым, Валентином Громовым и Владимиром Шагиным.
Закончив СХШ, пытался поступить на архитектурный факультет в Академию художеств, но не прошёл по конкурсу. По воспоминаниям его товарища Валентина Громова, в Академию Шаля (так называли Ш.Щварца друзья) не прошёл от того, что искусство «было для него самоутверждением, свободой от навязанных академических догм».
Окончил два курса заочного отделения Московского полиграфического института (1953-1954). Не окончив и первого курса, перешёл работать в типографию. После долго работал маляром, кровельщиком, радиомонтером, таксатором, экспедитором, лесорубом и т. п.

#### Орден Нищенствующих Живописцев
Шолом Шварц принадлежал к неформальному художественному объединению, сформировавшемуся в Ленинграде в конце 1940-х годов - ОНЖ им. св. Луки - Орден нищенствующих (непродающихся или независимых) живописцев.
В состав Ордена, существовавшего с конца 1940-х гг. по конец 1970-х гг., входило пятеро художников: 
- Александр Арефьев
- Рихард Васми
- Шолом Шварц
- Валентин Громов
- Владимир Шагин

Именно с творчеством этих художников связывают возникновение ленинградского андеграунда и одну из устойчивых линий его развития на протяжении нескольких десятилетий. Сегодня данное неформальное объединение художников известно прежде всего как "Арефьевский круг".

#### Кинематограф
В фильме Алексея Германа-младшего "Довлатов" Шолом Шварц является одним из героев кинокартины, близким другом Сергея Довлатова. Роль художника исполнил актёр Игорь Митюшкин.

## Творчество
Живописные работы художника характеризует экспрессивная манера, колористическая глубина, экспрессия жеста, свобода мысли и чувственность восприятия. В графике заметен интерес к изучению формы.  "Экспрессивные возможности цвета служат у Шварца приданию силы выразительности объектам самим по себе не эффектным <...> Экспрессивно-сатирическое начало, проявляющееся главным образом в графике, где он чаще прибегает к деформации, сосуществует со способностью остро выражать прелесть вещей, причем вещей неприметных".
Произведения художника находятся в собраниях ГРМ, ГТГ, Дальневосточном художественном музее, других музеях России и других стран, а также в частных коллекциях России, Аргентины, Франции, США.

## Выставки
Участвовал в выставках:
- 1965г. - ДК Ленсовета;
- 1966г. - Радиевый институт;
- 1976г. - квартирная выставка группы "Алеф";
- 1978г. - Музей современного искусства в Ереване;
- 1983г. - выставка ТЭИИ в ДК им.Кирова[4];
- 1988г. - "Современное искусство Ленинграда", ЦВЗ Манеж
- 1989г. - "От неофициального искусства - к перестройке", Гавань;
- 1989г. - "Два поколения", музей Истории Ленинграда.

В разное время был участников различных групповых квартирных выставок (в том числе у К.Лильбока, В.Нечаева и т.д.).